# Aptosimum suberosum
Aptosimum suberosum är en flenörtsväxtart som beskrevs av E. Web.. Aptosimum suberosum ingår i släktet Aptosimum och familjen flenörtsväxter. Inga underarter finns listade i Catalogue of Life.